# 한국작물보호협회
한국작물보호협회는 농약업계의 건전한 발전에 기여함을 목적으로 1973년 12월 20일 설립된 대한민국 농림수산식품부 소관의 사단법인이다. 사무실은 서울특별시 서초구 강남대로 34길 76 대양빌딩 5층에 있다.

## 주요 사업
- 회원의 농약제조사업에 관한 조정
- 회원의 농약제조사업에 관한 기술의 개선방향 및 정보제공
- 농약의 품질향상 및 보급선전 계몽사업
- 농약의 안전사용지도 계몽 및 공해방지 업무
- 농약시험연구 위탁 및 추진에 관한 사항
- 농약산업에 관한 제반조사연구 및 통계연보 발간업무